# Seek and Thou Shalt Find
Pour plus de détails, voir Fiche technique et Distribution.
Seek and Thou Shalt Find  est un film muet français de court métrage réalisé par Georges Méliès, sorti en 1907.

## Fiche technique
- Titre original : Seek and Thou Shalt Find
- Réalisateur : Georges Méliès
- Scénario : Georges Méliès
- Producteur : Georges Méliès
- Société de production : Star Film
- Société de distribution : Star Film (France)
- Pays de production :  France
- Langue : film muet avec les intertitres en français
- Métrage : 27 mètres
- Format : Noir et blanc — 35 mm — 1,33:1 — Muet
- Genre :
- Durée : 1 minute
- Dates de sortie : 
  - France : 1907
  - États-Unis : novembre 1907